# Bitwa morska pod Kopenhagą (1801)
Bitwa morska pod Kopenhagą – starcie zbrojne, które miało miejsce 2 kwietnia 1801 roku podczas wojny Francji z drugą koalicją.
Brytyjska flota dowodzona przez admirała Hyde’a Parkera walczyła z zakotwiczoną niedaleko Kopenhagi flotą duńsko-norweską. Wiceadmirał Horatio Nelson wykazał się wówczas słynną niesubordynacją, gdyż zamiast wykonać rozkaz nakazujący odwrót, poprowadził okręty brytyjskie do ataku, niszcząc wiele duńskich i norweskich jednostek.

## Wstęp
Bitwa była rezultatem serii błędów dyplomatycznych, do jakich doszło w drugiej połowie 1800 roku i na początku 1801. Głównym atutem Wielkiej Brytanii w wojnie z Francją była flota wojenna. Royal Navy przechwytywała nawet neutralne statki handlowe i w przypadku podejrzenia, że ładunek zmierza do portów francuskich, dokonywała rekwizycji towaru.
Rosyjski car Paweł I, który poprzednio był sprzymierzeńcem Anglików, utworzył ligę państw neutralnych, obejmującą kraje skandynawskie, Prusy oraz Rosję, której celem było umożliwienie państwom neutralnym handlu z Francją. Wielka Brytania uznała tworzącą się ligę za bardzo poważne zagrożenie. Liga była wymierzona nie tylko w brytyjską blokadę Francji, ale także groziła przerwaniem dostaw drewna i innych niezbędnych surowców do budowy okrętów, gdyż towary te sprowadzano przeważnie ze Skandynawii.
Na początku 1801 roku rząd brytyjski nakazał koncentrację floty w Great Yarmouth. Celem zbierającej się floty miało być rozerwanie utworzonej ligi. Brytyjczycy musieli działać szybko, zanim stopią się lody na Bałtyku i uwolnią flotę rosyjską z jej baz w Kronsztadzie i Rewlu. Gdyby okręty rosyjskie połączyły się z flotami szwedzką i duńsko-norweską, mogłyby łącznie zebrać siły liczące 123 okręty liniowe.
Dowództwo nad flotą brytyjską objął admirał Hyde Parker wraz z wiceadmirałem lordem Nelsonem jako zastępcą. Ponieważ 61-letni Parker niedawno pojął za żonę 18-latkę, niezbyt ochoczo zabierał się do wypłynięcia z Great Yarmouth. Ponaglony przez admiralicję Parker wypłynął w końcu 12 marca. Otrzymał rozkaz dotarcia do Kopenhagi i zmuszenia Danii do wycofania się z ligi. Następnie miał zaatakować flotę rosyjską stacjonującą w Rewlu i Kronsztadzie.
Flota brytyjska 19 marca znalazła się na wysokości miasta Skagen, leżącego na północnym cyplu Jutlandii. Tam dołączył do floty brytyjski dyplomata Nicholas Vansittart, który poinformował dowództwo o odrzuceniu przez Danię ultimatum.
Pomimo wyraźnych instrukcji otrzymanych od admiralicji, by rozerwać ligę, jeśli to konieczne to nawet siłą, cechujący się dużą ostrożnością Parker posuwał się bardzo wolno. Zamierzał ograniczyć się jedynie do zablokowania wyjścia z Bałtyku, i to pomimo realnego zagrożenia, że floty państw tworzących ligę połączą się.
Zupełnie odmienny punkt widzenia miał Nelson, który ignorując Danię i Szwecję pragnął wpłynąć bezpośrednio na Bałtyk i uderzyć na Rosjan. W końcu Nelsonowi udało się przekonać Parkera, by ten zaatakował duńską flotę, która skoncentrowała się nieopodal Kopenhagi. Szwedzi obiecali Duńczykom, że w razie zagrożenia przybędzie im z pomocą flota szwedzka stojąca w Karlskronie. Nie mogła jednak przybyć z powodu przeciwnych wiatrów. Prusacy z powodu słabej marynarki wojennej w ogóle się tutaj nie liczyli.
Flota brytyjska przebyła cieśniny duńskie 30 marca, posuwając się tak blisko wybrzeży szwedzkich jak to tylko możliwe, by być poza zasięgiem dział duńskich okrętów. Na szczęście dla Brytyjczyków szwedzkie baterie nadbrzeżne milczały.
Atak na flotę duńską był teraz trudniejszy, gdyż Parker, zwlekając, dał Duńczykom czas na odpowiednie przygotowanie się. Większość duńskich okrętów nie nadawała się do walki na pełnym morzu, jednak w tym przypadku wszystkie okręty stały blisko wybrzeża, a stare statki (hulki) pełniły rolę przybrzeżnych pływających baterii artyleryjskich ustawionych w linię w pobliżu wschodnich wybrzeży wyspy Amager, w tzw. królewskim kanale. Północnym końcem tej linii był fort Trekroner uzbrojony w 66 dział (a więc tyle, co duży okręt liniowy). Na północ od fortu, przy wejściu do portu kopenhaskiego stanęły dwa okręty liniowe, wielka fregata oraz dwa brygi, wszystkie z pełnym takielunkiem, a obok nich dodatkowo ustawione były dwa hulki. Baterie nadbrzeżne kontrolowały obszar sięgający od wybrzeża nawet poza linię duńskiej floty, w tym ograniczającą kanał płyciznę Middel Grund.
Brytyjczycy nie posiadali pewnych map ani pilotów, toteż Parker większość nocy 31 marca poświęcił na sondowanie dna morskiego (które przeprowadził kapitan Thomas Hardy) na obszarze sięgającym do duńskich pozycji. Nawet po tym brytyjskie okręty nie były w stanie określić, które obszary przybrzeżne są odpowiednio głębokie i trzymały się zbyt daleko od wybrzeży.
Baterie nadbrzeżne miały przewagę nad artylerią okrętową dzięki stabilności i uzbrojeniu wyłącznie w ciężkie działa, a także możliwości strzelania kulami zapalającymi. Ponadto Duńczycy mogli w trakcie bitwy uzupełniać załogi swych okrętów (w jednym z przypadków doszło nawet do zmiany kapitana okrętu). Z drugiej jednak strony flota duńska była dość przypadkową zbieraniną różnych statków, w większości małych, przez co Brytyjczycy mieli na pokładach znacznie więcej dział.

## Bitwa

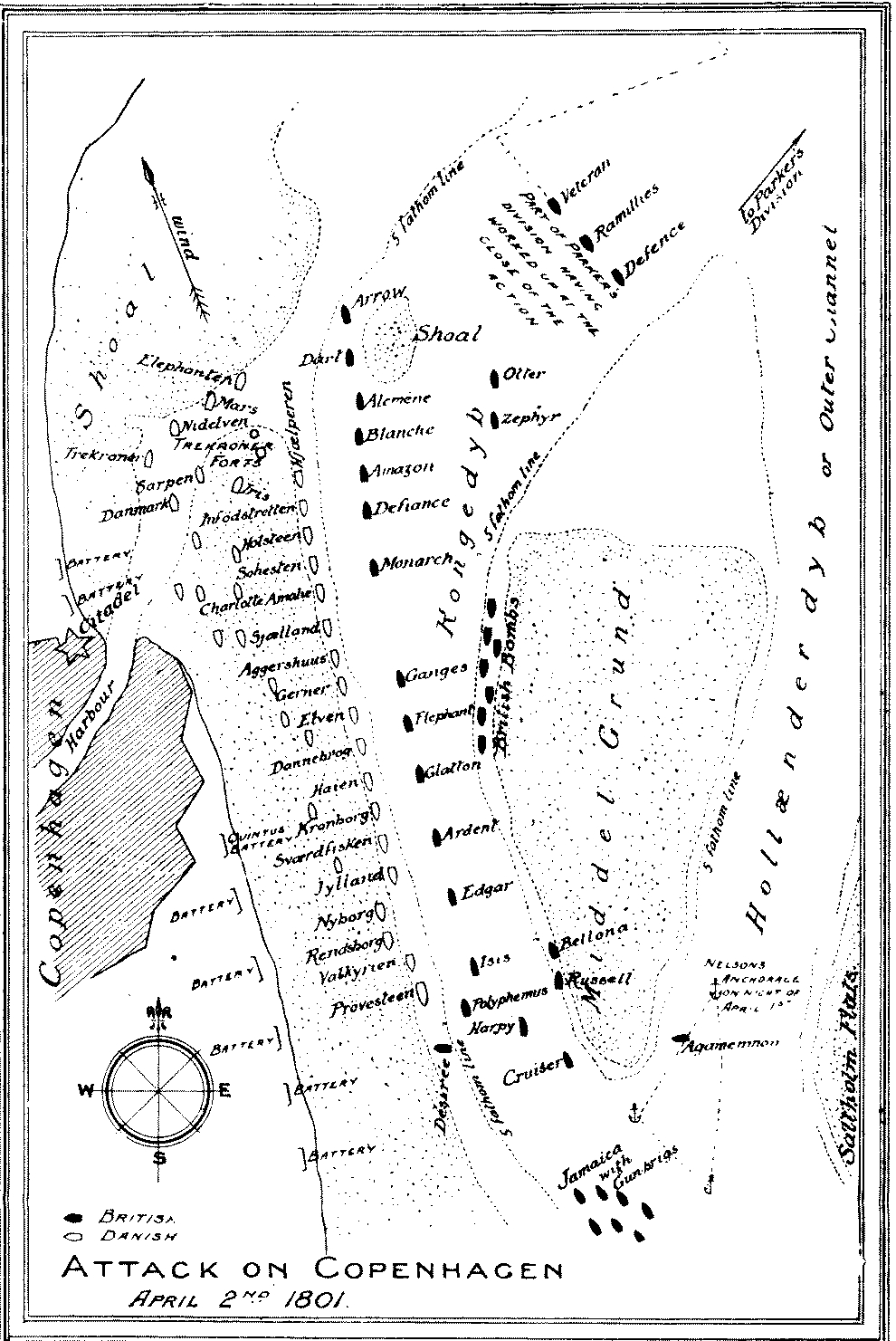
Układ sił w bitwie pod Kopenhagą

Nelson pragnął dokonać wstępnego pokazu siły, jednak przeważyło zdanie Parkera i dla przedstawienia nieprzyjacielowi żądań wysłano pojedynczą fregatę. Duńczycy i Norwegowie odmówili jakichkolwiek negocjacji.
Parker oddał pod dowództwo Nelsona 12 liniowców o najmniejszym zanurzeniu i wszystkie najmniejsze jednostki. Sam pozostawił sobie resztę floty, ustawiając się na północnym wschodzie i osłaniając Nelsona od zewnątrz, by ten mógł ruszyć na Kopenhagę i zaatakować leżące na południu linie obronne (wśród okrętów Nelsona znajdował się „Glatton”, którym dowodził William Bligh znany z historii dotyczącej okrętu „Bounty”).
Nelson zamierzał ustawić się w linię równoległą do duńskiej linii obronnej, przy czym okręty brytyjskie winny znaleźć się bliżej nieprzyjacielskiej linii w części południowej, gdzie obrona Duńczyków była słabsza. Okręty brytyjskie miały zakotwiczać się jeden za drugim naprzeciw ustawionych w linię okrętów duńskich i przystępować do walki. Fregata „Desiree” wraz z małymi brygami miała ostrzeliwać Duńczyków od południa, natomiast grupa fregat, na której czele stał dowodzący fregatą „Amazon” kapitan Riou, miała zaatakować północną część linii duńskiej. Po opanowaniu duńskich liniowców żołnierze mieli zaatakować fort Trekroner. Stojące za brytyjską linią okręty bombowe otrzymały zadanie bombardowania duńskiej linii obronnej. Nawet gdyby nie udało się Brytyjczykom pokonać silniejszej północnej części duńskiej defensywy, samo złamanie części południowej powinno wystarczyć do tego, by w zasięgu okrętów bombowych znalazła się stolica Danii. Bombardowanie Kopenhagi powinno zmusić Duńczyków do negocjacji.
Nelson przy południowym wietrze przystąpił 1 kwietnia do przeprawy przez mielizny. Pomimo podjętych ostrożności okręt „Agamemnon” przed dotarciem do kanału osiadł na mieliźnie i nie wziął udziału w bitwie. Również okręty „Russell” i „Bellona” osiadły na płyciźnie Middel Grund, co poważnie ograniczyło ich udział w późniejszych walkach. Utrata trzech okrętów zmusiła do zmiany w ustawieniu linii bojowej, osłabiając północny koniec grupy Nelsona.
Duńskie przybrzeżne baterie pływające rozpoczęły ogień o godzinie 10:05. Pół godziny później połowa floty brytyjskiej była zaangażowana w walkę, a o godzinie 11:30 walczyły już wszystkie okręty brytyjskie. Gdy brytyjska linia bojowa została już ustawiona, nie pozostało wiele miejsca do manewru.

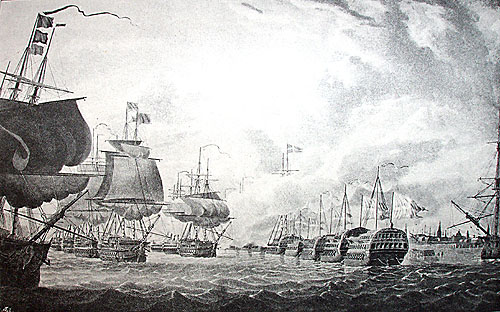
Bitwa pod Kopenhagą

Brytyjskie okręty zakotwiczyły w odległości około jednego kabla (240 jardów) od linii duńskich okrętów i pływających baterii, co było stosunkowo dużą odległością, pozwalającą obu stronom obrócić się i zmienić burtę, zanim zakończyła się pierwsza salwa. Brytyjczycy napotkali twardy opór – po pierwsze z powodu trudnych do trafienia pływających baterii, a po drugie, z powodu odwagi i ofiarności, z jaką walczyli Duńczycy.
Znajdujące się w północnej części duńskie okręty, które były dobrze uzbrojone i miały liczne załogi, nie angażowały się w walkę, i to pomimo faktu, że z powodu niekorzystnego wiatru eskadra Parkera zbliżała się do nich bardzo wolno. O godzinie 13:00 walka wciąż trwała, a szala zwycięstwa przechylała się raz na jedną, a raz na drugą stronę. Gdyby „Desirée” z pomocą „Polyphemusa” nie ostrzelał znacznie większego okrętu duńskiego zwanego „Prøvesteenen”, ten na pewno zniszczyłby znacznie mniejszy okręt brytyjski „Isis”. Ogień okrętów duńskich „Holsteen” i „Sjælland” poważnie uszkodził brytyjski okręt „Monarch”.
Parker niewiele mógł dostrzec z powodu gęstych dymów spowijających walczące okręty. Dotarły do niego jedynie sygnały wysłane przez trzy osiadłe na mieliźnie okręty – o swoim nieszczęściu zawiadomiły okręty „Bellona” i „Russell”, a „Agamemnon” informował o swojej niezdolności do dalszego żeglowania w kierunku kanału.
Parker nie był w stanie ocenić, co się dzieje z Nelsonem. Bojąc się, że okręty brytyjskie znalazły się w trudnej sytuacji i że ich dowódca nie może się wycofać bez rozkazu, postanowił o godzinie 13:30 nadać sygnał do odwrotu. Parker doszedł do wniosku, że Nelson zignoruje ten sygnał, jeśli oceni, że dalsza walka może przynieść powodzenie. Jeśli jednak rzeczywiście okręty brytyjskie znalazły się w fatalnej sytuacji, Nelson będzie mógł się wycofać bez narażenia się na zarzut, że wycofał się bez rozkazu.
Nelson potwierdził odebranie sygnału, lecz nie powtórzył go. Anegdotycznym wydarzeniem stało się przyłożenie przez Nelsona lunety do ślepego oka i jego stwierdzenie, że nie dostrzegł sygnału. Zastępca Nelsona, kontradmirał (rear admiral) Thomas Graves, powtórzył sygnał Parkera, ale w miejscu niewidocznym dla większości okrętów Nelsona. Spośród kapitanów Nelsona tylko Riou, który nie mógł widzieć okrętu flagowego Nelsona „Elephant”, podążył za sygnałem Parkera i wycofał się z walki. W trakcie odwrotu Riou wystawił swoje siły na silny ogień dział fortu Trekroner, na skutek którego sam zginął.
W tym momencie szala bitwy zaczęła zdecydowanie przechylać się na stronę Brytyjczyków, którzy mieli w sumie silniejszą artylerię. Zamilkły działa duńskich okrętów, które wysunięte były najdalej na południe. Stało się tak z powodu znacznych uszkodzeń, jakich doznały te jednostki i walka przesunęła się teraz na północ. Według brytyjskich naocznych świadków znaczna część duńskiej linii bojowej zaprzestała ognia około godziny 14:00 (niektórzy duńscy historycy utrzymują, że flota duńsko-norweska kontynuowała opór do 14:30).
Zanik ognia po stronie duńskiej pozwolił brytyjskim okrętom bombowym zbliżyć się na odległość umożliwiającą bombardowanie miasta. Duńskie baterie nadbrzeżne były nieskuteczne, gdyż wcześniej znaczna ilość dział przeniesiona została z lądu na jednostki pływające, które w tej chwili z powodu licznych uszkodzeń nie były w stanie strzelać. Okręt „Nyborg” usiłował wycofać się z linii bojowej, biorąc na hol okręt „Aggershuus” – jednak oba zatonęły. Udało się za to wycofać wysuniętej najdalej na północ fregacie „Hjaelperen”.
Duński dowódca Olfert Fischer około 11:30 przeniósł się z uszkodzonego ogniem działowym okrętu „Dannebrog” na okręt „Holsteen”. Znajdujący się dalej na północ okręt „Infødsretten” około 14:30 stracił dowódcę i odpłynął w kierunku fortu Trekroner. W tym czasie „Holsteen” stoczył potyczkę z trzema okrętami Parkera, które znalazły się w zasięgu ognia. Jak tylko przywieziony promem kapitan Schrodersee wszedł na pokład „Infødsretten” i objął dowództwo, okręt ten ponownie przystąpił do walki.
Być może z powodu braku doświadczenia swych załóg okręty duńskie ostrzeliwały brytyjskie łodzie wysłane do nich po tym, jak oficerowie duńskich okrętów sygnalizowali kapitulację. Nelson postanowił zażądać od Duńczyków, by zaprzestali tego procederu. Stwierdził, że jeśli to nie poskutkuje, spali duńskie jednostki z pomocą branderów. Wraz z notą protestacyjną udał się na ląd znający język duński kapitan Frederick Thesiger, by dostarczyć ją duńsko-norweskiemu regentowi i następcy tronu księciu Fryderykowi, który w tym czasie obserwował bitwę z obwałowania twierdzy. W nocie ostrzegał, że w wypadku kontynuowania procederu, Nelson bez zwracania uwagi na sygnały kapitulacyjne będzie palił pływające jednostki wraz z ich załogami.
Niektórzy duńscy i brytyjscy oficerowie sądzili, że nawiązanie kontaktu z księciem Fryderykiem oznaczało początek rozmów pokojowych, co oczywiście nie było prawdą. Część duńskich historyków twierdziło nawet, że Nelson chciał pertraktować, gdyż przegrywał bitwę, co nie odpowiadało prawdzie, gdyż do tej pory flota brytyjska nie straciła w walce żadnego okrętu, choć wiele było poważnie uszkodzonych. Szczególnie groźny był fort Trekroner, a odwrót dokonany pod jej ogniem mógł dokonać wśród okrętów brytyjskich poważnych szkód. By uniknąć dział fortu trzeba by było poczekać z odwrotem na zmianę kierunku wiatru. W każdym razie na pewien czas działa umilkły i bitwa została przerwana. Zamilkła także artyleria fortu Trekroner. Gdy brytyjskie okręty bombowe znalazły się w odpowiedniej odległości, rozpoczęło się bombardowanie Kopenhagi, które zostało przerwane z chwilą przybycia adiutanta księcia Fryderyka, członka parlamentu generała Hansa Lindholma. Wysłannik księcia zapytywał o powód pierwszego listu Nelsona. Książę Fryderyk sądził błędnie, jak większość oficerów obu stron, że biała flaga, z jaką udał się do niego Frederick Thesiger, oznaczała przerwę w walkach, a bombardowanie uważał za jakąś pomyłkę. Nelson napisał list z wyjaśnieniami, a następnie o 16:00 ogłoszono 24-godzinne zawieszenie broni.
O godzinie 16:30 eksplodował duński okręt flagowy „Dannebrog”, zabijając 250 ludzi. Przed zmierzchem dalsze okręty brytyjskie osiadły na mieliźnie w pobliżu fortu, w tym flagowiec Nelsona „Elephant” i „Defiance”, które zostałyby utracone w przypadku kontynuowania bitwy. Ponieważ w duńsko-norweskiej flocie służyło wielu ochotników bez należytego doświadczenia w walkach na morzu, straty w ludziach były większe i wyniosły 1135 do 2215 zabitych i rannych. Dowódca floty Olfert Fischer w oficjalnym raporcie szacował swoje straty na 1600 do 1800 zabitych i rannych.
Według oficjalnych danych przedstawionych przez wszystkie okręty brytyjskie i depesz Nelsona przesłanych przez Parkera do Admiralicji, Brytyjczycy stracili w bitwie 264 zabitych i 689 rannych.

## Po bitwie
Następnego dnia Nelson przybył do Kopenhagi, by przystąpić do negocjacji. Po dwugodzinnym spotkaniu Nelsona z nasŧępcą duńskiego tronu doszło do przedłużenia rozejmu. Nelson obiecywał Duńczykom brytyjską ochronę przed Rosją. Późniejsze negocjacje toczyły się w formie listów i 8 kwietnia Nelson wrócił do Kopenhagi, by zawrzeć formalne porozumienie. Jeden z siedmiu punktów porozumienia mówił o 16-tygodniowym rozejmie, mającym umożliwić Brytyjczykom rozprawę z Rosjanami. Wobec groźby bombardowania stolicy nazajutrz Duńczycy podpisali umowę. Rozejm skrócono z 16 do 14 tygodni. Zwolniono także na słowo duńskich jeńców.
Pod koniec negocjacji Duńczycy (lecz nie Brytyjczycy) otrzymali wiadomość o zabójstwie cara Pawła. To kończyło umowę o Lidze i Dania nie musiała obawiać się już rosyjskiej kontrakcji. Ułatwiło to znacznie rozmowy, zakończone ostatecznie traktatem pokojowym podpisanym 23 października 1801 roku.
Flota Parkera 12 kwietnia popłynęła do Karlskrony. Na widok brytyjskich okrętów flota szwedzka schroniła się w porcie, a Parker spróbował przekonać Szwedów, by wystąpili z Ligi. Parker odmówił jednak dalszej żeglugi na wschodni Bałtyk i zawrócił do Kopenhagi, gdzie dowiedział się o niekorzystnym wrażeniu, jakie wywołała w Londynie jego bierna postawa. W związku z tym 5 maja został odwołany i otrzymał rozkaz, by przekazać dowództwo nad flotą Nelsonowi. Nelson natychmiast pożeglował na wschód, zostawiając 6 liniowców koło Karlskrony.
Do Rewla Brytyjczycy przypłynęli 14 maja, gdzie stwierdzili, że lody stopniały i flota rosyjska odpłynęła do Kronsztadu. Nelson dowiedział się, że rozpoczęły się negocjacje mające na celu zakończenie Ligi i 17 maja wycofał się.
Do kolejnego konfliktu między Danią a Wielka Brytanią doszło w 1807 roku.

## Lista okrętów

### Wielka Brytania
Eskadra Nelsona
„Polyphemus” 64 (kapitan John Lawford)

„Isis” 50 (kapitan James Walker)

„Edgar” 74 (kapitan George Murray)

„Ardent” 64 (kapitan Thomas Bertie)

„Glatton” 54/56 (kapitan William Bligh)

„Elephant” 74 (okręt flagowy Lorda Nelsona, kapitan Thomas Foley)

„Ganges” 74 (kapitan Thomas Francis Fremantle)

„Monarch” 74 (kapitan James Robert Mosse)

„Defiance” 74 (drugi okręt flagowy kontradmirała Thomasa Gravesa, kapitan Richard Retalick)

„Russell” 74 (kapitan William Cuming)

„Bellona” 74 (kapitan Thomas Boulden Thompson)

„Agamemnon” 64 (kapitan Robert Devereux Fancourt)

„Désirée” 36 (kapitan Henry Inman)

„Amazon” 32/38 (kapitan Henry Riou)

„Blanche” 36 (kapitan Graham Eden Hamond)

„Alcmène” 32 (kapitan Samuel Sutton)

„Jamaica” 24 (kapitan Jonas Rose)

„Arrow” (slup, kapitan William Bolton)

„Dart” (slup, kapitan John Ferris Devonshire)

„Cruizer” (bryg, Cmdr. James Brisbane)

„Harpy” (bryg, Cmdr. William Birchall)

„Discovery” (okręt bombowy, Cmdr. John Conn)

„Explosion” (okręt bombowy, Cmdr. John Henry Martin)

„Hecla” (okręt bombowy, Cmdr. Richard Hatherhill)

„Sulphur” (okręt bombowy, Cmdr. Hender Whitter)

„Terror” (okręt bombowy, Cmdr. Samuel Campbell Rowley)

„Volcano” (okręt bombowy, Cmdr. James Watson)

„Zebra” (okręt bombowy, Cmdr. Edward Sneyd Clay)

„Otter” (brander, Cmdr. George M’Kinley)

„Zephyr” (brander, Cmdr. Clotworthy Upton)
Eskadra Parkera
„London” 98 (okręt flagowy admirała Hyde’a Parkera, pierwszy kapitan William Domett i drugi kapitan Robert Walker Otway)

„St George” 98 (kapitan Thomas Masterman Hardy)

„Warrior” 74 (kapitan Charles Tyler)

„Defence” 74 (kapitan Henry Paulet)

„Saturn” 74 (kapitan Robert Lambert)

„Ramillies” 74 (kapitan James William Taylor Dixon)

„Raisonnable” 64 (kapitan John Dilkes)

„Veteran” 64 (kapitan Archibald Collingwood Dickson)

### Dania-Norwegia
Eskadra Olferta Fischera

(ustawiona w linii północ-południe – tylko okręty „Siælland” i „Holsteen” były w dobrym stanie, poza tym znaczna część jednostek była bardzo stara)

„Prøvesteenen” 52/56, 3-pokładowy liniowiec, przebudowany w dwupokładowy okręt obronny (defensionsskib), kapitan L. F. Lassen

„Wagrien” 48/52, dwupokładowy liniowiec, 1775, kapitan F.C. Risbrich

„Rendsborg” 20, pram, kaptajnløjtnant C.T.Egede

„Nyborg” 20, pram, kaptajnløjtnant C.A. Rothe

„Jylland” 48/54, pierwotnie był to 70 działowy dwupokładowy liniowiec, 1760, kapitan E.O.Branth

„Sværdfisken” 18/20, radeau, 1764, Sekondløjtnant S.S. Sommerfeldt

„Kronborg” 22, fregata, 1779, Premierløjtnant J.E. Hauch

„Hajen” 18/20, radeau, 1793, Sekondløjtnant J.N. Müller

„Dannebrog” 60, okręt flagowy, dwupokładowy liniowiec, 1772, kapitan F.A. Bruun

„Elven” 10, fregata, 1800, kaptajnløjtnant H. Holsten

„Pływająca bateria nr 1" 20, 1785

„Aggershus” 20, Defensionsfartøj (jednostka obronna) 1786, Premierløjtnant T. Fassing

„Siælland” 74, dwupokładowy liniowiec, 1776, kapitan F.C.L. Harboe

„Charlotte Amalia” 26, stary duński statek ze Wschodnich Indii, kapitan H.H. Kofoed

„Søehesten” 18, radeau, 1795, Premierløjtnant B.U. Middelboe

„Holsteen” 60, liniowiec, 1772, kapitan J. Arenfelt

„Indfødsretten” 64, dwupokładowy liniowiec, 1778, kapitan A. de Turah

„Hielperen” 16, fregata, Premierløjtnant P.C. Lilienskiold

Poniższe okręty eskadry Fischera nie wzięły udziału w walce

„Elephanten” 70

„Mars” 74

„Sarpen” 18, bryg

„Nidelven” 18, bryg

„Danmark” 74

„Trekroner” 74 (okręt)
Fortyfikacje

Morski fort Trekroner 66 dział 24-funtowych (możliwe, że 10 cięższych) i 3 moździerze.

Morski fort Lynetten? dział.

Lądowy fort Sixtus? dział.

Lądowy fort Quintus? dział.

Fort Kastellet? dział.
Eskadra Steena Bille’a

Poniższe okręty nie wzięły udziału w walce. Lista jest niekompletna.

„Iris” 40

„Nykøbing”

„Aalborg”

„Christiansund”

„Arendel”

„Langesund”

„Odense”

„Flensborg”

„Stege”

„Stavaern”

„Viborg”

„Naskau”